# Tiffany Brissette
Tiffany Michelle Brissette (Paradise, California, 26 de diciembre de 1974) es una enfermera y exactriz infantil estadounidense conocida popularmente por su personaje de Vicky la Robot en la serie de televisión La pequeña maravilla.

## Carrera
Brissette apareció por primera vez en la película Heart Like a Wheel, de 1983, junto con Bonnie Bedelia y Beau Bridges. Luego, tuvo un papel de invitada en Webster, antes de caracterizar el papel de Vicky la Robot en la serie La pequeña maravilla, de 1985. Después que la serie fuera cancelada en 1989, Brissette siguió actuando, apareciendo en Parker Lewis nunca pierde (temporada 1, episodio 15) y la película de televisión Beanpole, de 1990. Su última aparición como actriz fue en 1991 en la serie de televisión Equal Justice.

## Filmografía
| Año       | Título                                | Personaje interpretado     | Reseñas                                      |
| --------- | ------------------------------------- | -------------------------- | -------------------------------------------- |
| 1982      | A Woman Called Golda                  | Voz                        | Película de Televisión                       |
| 1982      | Marco Polo                            |                            | Miniserie de TV                              |
| 1983      | Heart Like a Wheel                    | Little Shirley             |                                              |
| 1984      | Caravan of Courage: An Ewok Adventure | Voz (Doblaje)              | Película de TV No acreditada                 |
| 1985      | Webster                               | Kathy                      | 2 Episodios                                  |
| 1986      | New Love, American Style              |                            | Episodio: "Love and the Doll"                |
| 1985–1989 | Small Wonder                          | Vicki la Robot             | 96 Episodios                                 |
| 1987      | The Adventures of Teddy Ruxpin        | Safety Tips Officer (Voz)  | Serie de Televisión                          |
| 1988      | Fox's Fun House                       | 1 Episodio                 |                                              |
| 1988-1991 | The Munsters Today                    | Shannon Margaret Millhouse | Personaje secundario frecuente, 28 episodios |
| 1990      | Beanpole                              | Alice Gillette             | Episodio Piloto                              |
| 1990–1991 | Equal Justice                         | Katie Rogan                | 7 Episodios                                  |
| 1990      | Why Christmas Trees Aren't Perfect    | Wrenifred Brown (voz)      | Producción de distribución a video doméstico |
| 1991      | Parker Lewis Can't Lose               | Annie Ricker               | Episodio: "Heather the Class"                |
| 1991      | The 700 Club                          | Ella misma                 | Invitada especial                            |

## Vida personal
Desde 2007 hasta la actualidad (2020), Tiffany Brissette está trabajando como enfermera y residiendo en Boulder, Colorado.
El 14 de enero de 2009, en el programa The Morning Show with Mike and Juliet, de la cadena FOX, Brissette fue invitada en el segmento «Where Are They Now?» («¿Dónde están ahora?»), donde dio a conocer sus recientes actividades.
Se licenció en la Westmont College.

## Premios, reconocimientos y nominaciones
| Año  | Premios                          | Categoría | Título de la producción |
| ---- | -------------------------------- | --- | ----------------------- |
| 1985 | Young Artist Award               | Mejor actriz juvenil protagonista en una serie de Televisión de reciente estreno                              | Small Wonder            |
| 1986 | Premio a la mejor actriz juvenil | Mejor actriz juvenil protagonista en una serie de Televisión de reciente estreno                              | Small Wonder            |
| 1987 | Premio a la mejor actriz juvenil | Actuación excepcional por una joven actriz protagonista en una serie de Televisión, serie cómica o dramática. | Small Wonder            |
| 1989 | Premio a la mejor actriz juvenil | Mejor actriz juvenil en un show de comedia familiar                                                           | Small Wonder            |
| 1990 | Premio a la mejor actriz juvenil | Mejor actriz juvenil en una serie familiar fuera de franja/horario de máxima audiencia.                       | Small Wonder            |